# Broby kommunala realskola
Broby kommunala realskola var en kommunal realskola i Broby verksam från 1950 till 1972.

## Historia
Skolan bildades som en högre folkskola vilken 1950 ombildades  till en kommunal mellanskola vilken ombildades till kommunal realskola 1 juli 1952
Realexamen gavs från 1952 till 1972 (samt efterprövning 1973).
Skolbyggnaden används numera av Prästavångsskolan.